# اسپرانتو (مجله)

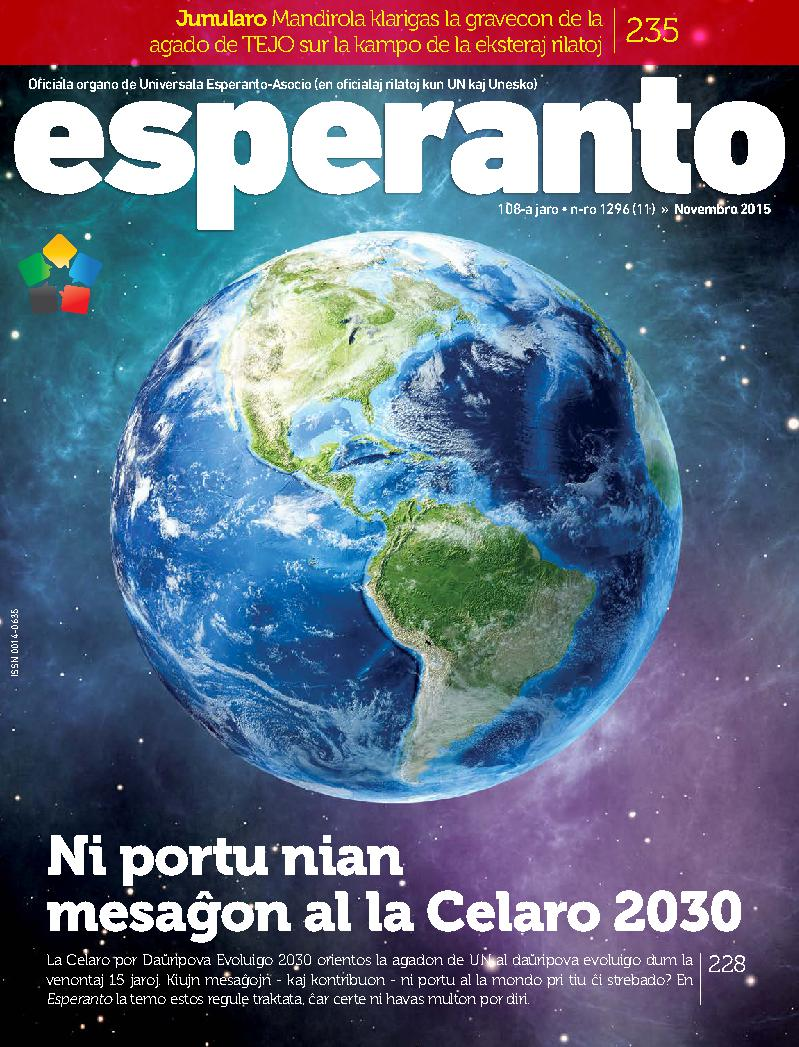

اسپرانتو (به اسپرانتو: Esperanto) ارگان رسمی سازمان جهانی اسپرانتو (دارای روابط رسمی با سازمان ملل متحد و یونسکو)، که از سال ۱۹۰۵ تاکنون به صورت ماه‌نامه چاپ و در سراسر دنیا منتشر شده‌است.
این مجله که به انتشار اخبار و مقالاتی که در مورد جنبش اسپرانتو در جهان است، می‌پردازد، تماماً به زبان فراساخته‌ی اسپرانتو منتشر می‌شود. سردبیر فعلی (اکتبر ۲۰۱۵) این مجله فابریچیو واله (Fabrício Valle) است، و طبق اطلاعات مندرج در شمارهٔ سپتامبر ۲۰۱۵ آن، در ۱۲۰ کشور جهان خواننده دارد و نسخهٔ صوتی آن نیز برای معلولین چشمی موجود است.